# Alan Rough
Alan Roderick Rough más conocido como Alan Rough (Glasgow, Escocia, 25 de noviembre de 1951) es un exfutbolista escocés, que se desempeñó como portero y que militó en diversos clubes de Escocia y Estados Unidos.

## Clubes
| Club                | País           | Año         |
| ------------------- | -------------- | ----------- |
| Partick Thistle     | Escocia        | 1969 - 1982 |
| Hibernian           | Escocia        | 1982 - 1988 |
| Orlando Lions       | Estados Unidos | 1988        |
| Celtic              | Escocia        | 1988 - 1989 |
| Hamilton Academical | Escocia        | 1989        |
| Ayr United          | Escocia        | 1989 - 1990 |

## Selección nacional
Ha sido internacional con la Selección de fútbol de Escocia; donde jugó 53 partidos internacionales por dicho seleccionado. Incluso participó con su selección, en 3 Copas Mundiales. La primera Copa del Mundo en que Rough participó, fue en la edición de Argentina 1978, la segunda fue en España 1982 y la tercera fue en México 1986 y a pesar de que su selección, quedó eliminado en la primera fase de los 3 mundiales mencionados, Rough fue titular en Argentina 78' y España 82' y suplente en México 86'.